# Lost Without You (Delta Goodrem)
"Lost Without You" is een popsingle geschreven door Bridget Benenate en Matthew Gerrard, geproduceerd door Matthew Gerrard voor Delta Goodrems debuutalbum Innocent Eyes (2003).

## Compositie en inspiratie

### Totstandkoming
Het is de enige single van Goodrem die niet door haar zelf geschreven is. Op het album zelf staan nog twee andere liedjes die niet door Goodrem zelf geschreven zijn. Ze kreeg het liedje aangeboden tijdens het opnemen van het eerste album. Volgens haarzelf vond ze het zo'n boeiend lied dat ze het wilde opnemen. In 2005 deed Goodrem een poging om door te breken in Amerika. Ze nam het lied Lost Without You opnieuw op en bracht het daar uit als haar eerste single. Het was alleen als download te verkrijgen en bereikte daarmee niet het succes wat ze wilde. Na de flop van Lost Without You besloot ze zich voorlopig niet meer te storten op Amerika.

### Video
Er zijn twee video's gemaakt voor Lost Without You. De eerste was geschoten in een groot huis in Londen, Engeland. Ze is te zien achter een piano en in een ruimte met vriendinnen. De tweede video is geschoten in LA, Amerika op het strand. Daar is ze tevens te zien achter een piano op een berg. Verder loopt ze over een strand waar een jongeman haar verleid.

## Hitnoteringen
Het nummer werd uitgebracht als de tweede single op 28 januari 2004 in Australië en halverwege 2003 in de rest van de wereld. De single werd een groot succes en behaalde de nummer 1-positie in Australië. Dit was Goodrems tweede nummer 1-single van haar debuutalbum Innocent Eyes. In het Verenigd Koninkrijk debuteerde Lost Without You op nummer 4 en bleef daar ook. In Nieuw-Zeeland haalde het ook die positie. Door de hoge chartposities in het VK belandde het album op de tweede plaats vlak achter het debuutalbum van Beyoncé Dangerously In Love. In Zweden was het de eerste hit voor Goodrem, waar het de nummer 9-positie behaalde. Een Spaanse versie van het liedje zorgde voor een hit in Spanje, waar het de 10e positie haalde. Goodrems remix van Lost Without You voor Amerika behaalde de 18de positie in de Billboard Adult Contemporary Chart.

## Track listing
Australische cd-single
1. "Lost Without You" — 4:10
2. "Lost Without You" (akoestische) — 4:08
3. "In My Own Time" — 4:06

VK cd-single 1
1. "Lost Without You" — 4:10
2. "Lost Without You" (akoestische) — 4:08
3. "In My Own Time" — 4:06
4. "Lost Without You" (muziek video)

VK cd-single 2
1. "Lost Without You" — 4:10
2. "Hear Me Calling" — 3:48
3. "Lost Without You" (Smah 'N' Grab remix) 4:04

Officiële Mixes
1. "Lost Without You" (albumversie)
2. "Lost Without You" (akoestische versie)
3. "Lost Without You" (the Luge-remix)
4. "Lost Without You" (Smah 'N' Grab-remix)
5. "Lost Without You" (Smah 'N' Grabs extra lange remix)
6. "Lost Without You" (Soulchild-remix)
7. "Lost Without You" (U.S.-mix)

## Hitlijsten
| Hitlijst (2003)                      | Piek positie |
| ------------------------------------ | ------------ |
| Australisch Singles Chart            | 1            |
| Duitse Singles Chart                 | 27           |
| Europese Singles Chart               | 23           |
| Ierse Singles Chart                  | 15           |
| Nederlandse Top 40 Singles Chart     | 35           |
| Nederlandse Megacharts Singles Chart | 42           |
| Nieuw-Zeelandse Singles Chart        | 4            |
| Oostenrijkse Singles Chart           | 14           |
| Spaanse Singles Chart                | 10           |
| Sweden Singles Chart                 | 9            |
| VK Singles Chart                     | 4            |
| Hitlijst (2005)                      | Piek positie |
| V.S. Billboard Adult Contemporary    | 18           |

## Coverversies
In 2003 trad Darren Hayes Lost Without You op tijdens de ARIA Awards. Goodrem kon toen niet zelf optreden aangezien ze in die tijd kanker had. Later zongen ze het ook samen als duet voor een unplugged optreden van Darren Hayes.
De religieuze artiest Jaci Velasquez heeft het liedje ook gecoverd en opnieuw opgenomen. In deze versie is de tekst veranderd, zodat het liedje de liefde voor God beschrijft en niet de liefde voor een ander, zoals in de oorspronkelijke versie. Het lied is te horen op het album Unspoken (2003).